# Konstal 4N
Konstal 4N je tip poljskog tramvaja proizveden u tvornicama Konstal i Fabryka Wagonów Świdnica od druge polovice 1950. do početka 1960. godina. 

## Konstrukcija
4N dolazi iz koncepcije svoga prethodnika, Konstal N. To je dvosmjerno dvoosovinsko tramvajsko vozilo s vratima na obje strane. Za tramvaj je moguće ugraditi postolja za 1435 mm (tip 4N), ali i kolosijek širine 1000 mm (tip 5N).

## Tipovi, rekonstrukcije i modernizacije
- 4N – proizvedeni primjerci: 90; proizvodnja: 1956. – 1957.
- 4ND  (prikolica za tip 4N) – proizvedeni primjerci: 80; proizvodnja: 1957.
- 4N1 – proizvedeni primjerci: 335; proizvodnja: 1957. – 1962.
- 4NJ (jednosmjerna verzija tramvaja 4N) – proizvedeni primjerci: 1; proizvodnja: 1957.
- 4ND1  (prikolica za tip 4N1) – proizvedeni primjerci: 386; proizvodnja: 1958. – 1961.
- 5N – proizvedeni primjerci: 39; proizvodnja: 1957.
- 5ND  (prikolica za tip 5N) – proizvedeni primjerci: 40; proizvodnja: 1957.
- 5N1 – proizvedeni primjerci: 419; proizvodnja: 1958. – 1962.
- 5ND1  (prikolica za tip 5N1) – proizvedeni primjerci: 455; proizvodnja: 1958. – 1961.

## Galerija
- Povijesni tramvaj 4NJ u Varšavi
- Konstal 4N+4ND u Wrocławu, 1989.
- Konstal 5N1+5ND1 u Elblągu, 1990.
- Konstal 5N+5ND (Łódź), 1991.
- Konstal 4N+4ND u Szczecinu, 1990.